# Badges of Fury
Badges of Fury (Brasil: Dupla em Fúria / Portugal: Agentes em Fúria) é um filme de 2013, dirigido por Wong Tsz-ming e estrelado pelo astro de ação Jet Li e Zhang Wen, que marca a segunda colaboração entre os dois a primeira foi em Ocean Heaven de 2010.

## Sinopse
Quando uma série de assassinatos começam a surgir em Hong Kong, dois policiais são nomeados para o caso: O jovem vagabundo Wang (Zhang Wen) e o crítico Huang (Jet Li), que não aguenta mais o seu parceiro negligente sempre colocando os dois em más lençóis. Wang e Huang enfrentarão um jogo de vida e morte após descobrirem informações sobre estes misteriosos assassinatos.